# Relaciones Italia-Perú
Las relaciones Italia-Perú (en italiano: Relazioni Italia-Perù) son las relaciones exteriores y los lazos diplomáticos entre la República Italiana y la República del Perú, se basan en la emigración italiana de siglos anteriores, desde la fundación del Virreinato del Perú. Las comunidades italianas más numerosas y sus descendientes se encuentran en Lima, Arequipa, Trujillo y Tacna. Ambos países son miembros de la Unión Latina, la Organización Mundial del Comercio y las Naciones Unidas.

## Historia
En enero de 1942, el Gobierno del Perú rompió relaciones diplomática con Italia en el marco de la Segunda Guerra Mundial.

## Comercio
Italia y Perú tiene un acuerdo comercial por medio del Tratado de Libre Comercio entre Perú y La Unión Europea. El acuerdo entró en vigor el 1 de marzo de 2013.

## Migración
Italia representa el 10,2% de la emigración internacional de peruanos al 2013. Asimismo, los italianos representa el 1.9% de los inmigrantes en el Perú entre 1994 – 2012. Los italianos representan la duodécima comunidad extranjera: son un 0,3 % de los residentes extranjeros en el Perú (3 664 personas). Desde el 15 de marzo de 2016 están exonerados de la visa para los peruanos en el espacio de Schengen.

## Visitas de alto nivel
Visitas presidenciales del Perú a Italia
- Presidente Dina Boluarte (2023)[5]

## Misiones diplomáticas

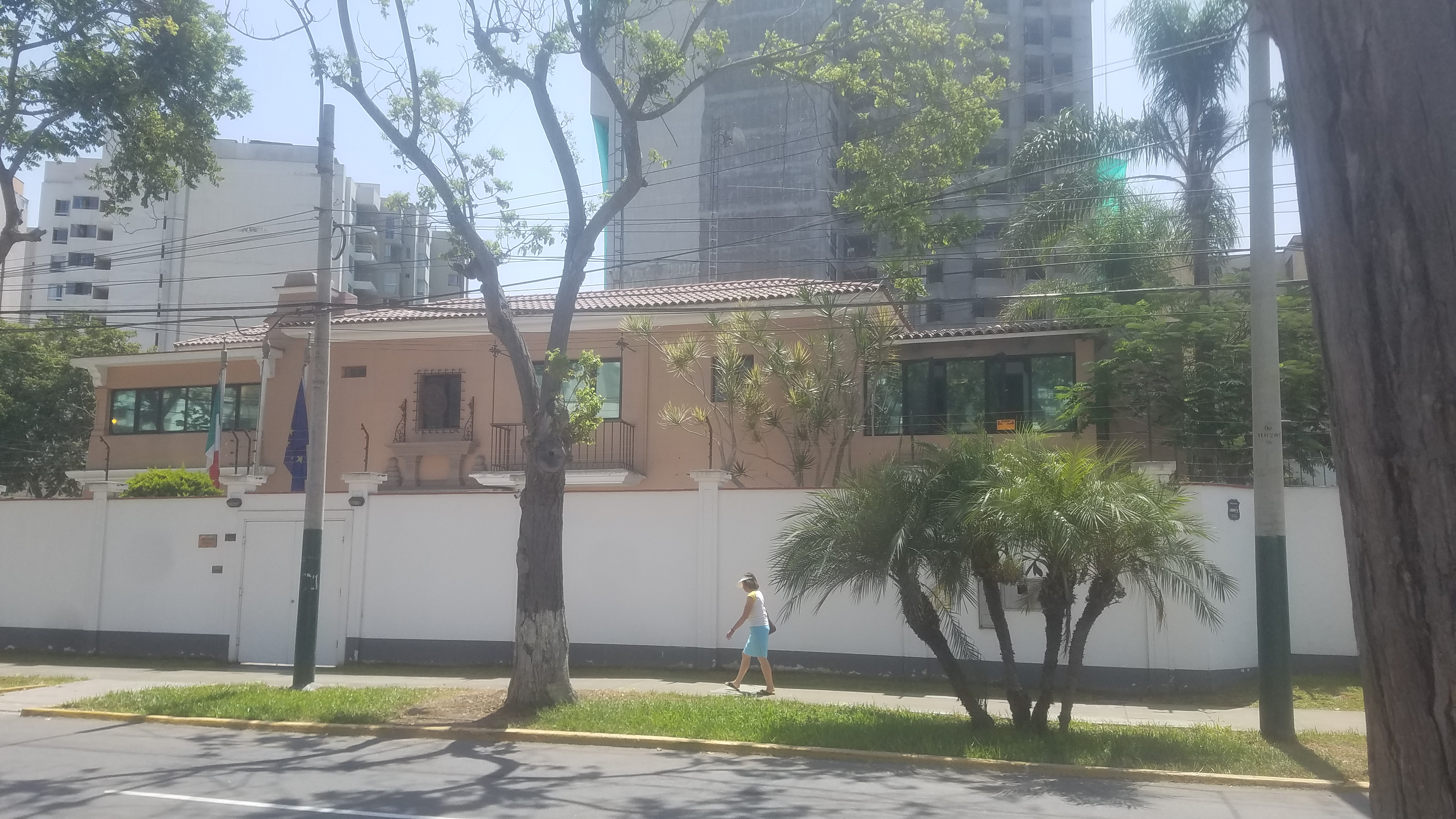
Embajada de Italia en Lima

- Italia tiene una embajada en Lima.[6]
- Perú tiene una embajada en Roma y consulados-generales en Florencia, Génova, Milán y Turín.[7]

## Embajadores
Embajadores de Italia en Perú
- Giancarlo Maria Curcio

Embajadores del Perú en Italia
- Eda Rivas Franchini[8]
- 2016-2020 Luis Iberico Núñez[9]
- Desde 2021: Julio Martinetti Macedo